# Eugene Rhuggenaath
Eugene Rhuggenaath né le 4 février 1970 est un homme politique curacien, Premier ministre de Curaçao du 29 mai 2017 au 14 juin 2021